# Vật lý hóa học
Vật lý hóa học là một ngành con của hóa học và vật lý tập trung nghiên cứu các hiện tượng hóa lý  sử dụng kỹ thuật từ vật lý nguyên tử và phân tử, và vật lý vật chất ngưng tụ. Vật lý hóa học là một nhánh của vật lý mà nghiên cứu các quá trình hóa học theo quan điểm của vật lý. Trong khi ở bình diện của vật lý và hóa học, vật lý hóa học là khác biệt với hóa học vật lý ở chỗ nó tập trung hơn về các đặc điểm và lý thuyết vật lý, còn hóa học vật lý nghiên cứu các đặc điểm và lý thuyết hóa học. Tuy nhiên, sự khác biệt giữa hai lĩnh vực là khá mơ hồ, và các nhà nghiên cứu thường xuyên tham gia cả hai lĩnh vực trên trong suốt quá trình nghiên cứu của họ.
Bộ Giáo dục Hoa Kỳ định nghĩa vật lý hóa học là "Một chương trình tập trung vào việc nghiên cứu khoa học về các hiện tượng kết cấu kết hợp các môn học của vật lý hóa học và vật lý nguyên tử / phân tử bao gồm các kiến thức về các cấu trúc không đồng nhất, liên kết và hiện tượng bề mặt, lý thuyết lượng tử, vật lý toán học, cơ học thống kê và cơ học cổ điển, sinh học hóa học và vật lý laser."